# A touch of sin
A touch of sin és una pel·lícula de thriller xinesa del 2013 escrita i dirigida per Jia Zhangke i protagonitzada per Jiang Wu, Wang Baoqiang, Luo Lanshan i Zhao Tao. La pel·lícula consta de quatre històries ambientades en entorns geogràfics i socials diferents de la Xina contemporània, basades en esdeveniments i influïdes pel gènere wuxia i l'òpera xinesa. El títol en anglès fa referència a A touch of zen. Va ser nominada a la Palma d'Or al 66è Festival Internacional de Cinema de Canes en què Jia va guanyar el premi al millor guió.
La pel·lícula va guanyar el premi Georges Delerue a la millor banda sonora/disseny de so al Film Fest de Gant el 2013.

## Argument
La pel·lícula consta de quatre històries que es representen cronològicament, cadascuna d'elles ambientada en un lloc diferent de la Xina i basada en esdeveniments i esdeveniments recents.

## Crítica
A touch of sin va ser ben rebuda a Canes on la crítica va qualificar els seus elements de gènere, incloses les escenes de violència gràfica, com una novetat estilística respecte de les obres anteriors de Jia, conegudes pel realisme seré i les imatges surrealistes de la Xina contemporània. Dennis Lim de Los Angeles Times va assenyalar que tot i que l'estil pot ser diferent, els temes dramàtics de la pel·lícula veuen de la crítica social del treball anterior de Jia. Manohla Dargis, de The New York Times, va elogiar la pel·lícula afirmant que «té la urgència d'un titular cridaner però escrit amb el lirisme visual, el pes emocional i la defensa dels drets individuals».
El 2013, A touch of sin va ser escollida per Cahiers du cinéma com una de les 10 millors pel·lícules de l'any. El 2017 va ser escollida per The New York Times com una de les 25 millors pel·lícules del segle xxi.